# Distrito de Acopía
El distrito de Acopía es uno de los siete distritos de la provincia de Acomayo, ubicada en el departamento de Cuzco, bajo la administración el Gobierno regional del Cuzco.
La provincia de Acomayo desde el punto de vista de la jerarquía eclesiástica está comprendida en la arquidiócesis del Cuzco.

## Historia
Oficialmente, el distrito de Acopía fue creado el 11 de noviembre de 1944 mediante Ley n.º 10003 dada en el primer gobierno del presidente Manuel Prado Ugarteche.

## Geografía
La capital es el poblado de Acopía, situado a 3 713 m s. n. m.

## Autoridades

### Municipales
- 2023-2026[2]
  - Alcalde: MV. Genaro Nina Pucho.
  - Regidores: Fausto Hancco Labra, Marina Ccopa Herrera, Serapio Quispe Calderón, Roció Abencia Champi Labra, Edilberto Sutta Quispe.
- 2023-2026
  - Alcalde: MV. Genaro Nina Pucho.

### Religiosas
- Párroco de San Jerónimo: In Solidum.

### Policiales
- Comisario:

## Festividades
- Carnavales.
- San Jerónimo.